# الفساد في اليمن
 الفساد في اليمن  غير مُعَرَّف في قانون العقوبات والجرائم والدستور اليمني، ولكن كعديد من الدول لديها النظام الذي وضع الإطار القانوني والمؤسسي لتجريم ومنع الفساد. احتلت اليمن المرتبة 161 من 175 في قائمة منظمة الشفافية الدولية لعام 2014. منذ مايو 1990، اتخذت عدة خطوات لبناء نظام قانوني وقضائي موحد والقضاء على نظم القديمة في أجزاء سابقة من اليمن. وقد صدرت العديد من القوانين واللوائح ل تعزيز سيادة القانون، والخدمة العامة والإدارة، ونظام العدالة الجنائية وإنشاء قاعدة للإطار القانوني الذي يساعد المؤسسات للحد من الفساد ولكن النتيجة على الأرض كانت مخيبة للآمال. الفساد في اليمن ظاهرة مؤسسية وثقافية كذلك، القوانين الرسمية في اليمن تُتجاهل غالبا لصالح «قوانين» غير سمية مثل العرف القبلي الذي يصفه الدستور نفسه بأنه أحد مرجعيات القانون إلى جانب شريعة المسلمين. على سبيل المثال، إذا كان الموظف المتهم بالفساد لديه دعم قبلي، تتدخل القبيلة وتحل المشكلة عن طريق القانون القبلي أو العادات. وعلاوة على ذلك، فإن العديد من قضايا الفساد تنتهي في المراحل الأولى من التحقيقات أو أثناء فترة النيابة عن طريق التصالح مع الشيخ القبلي الذي يتدخل لحل المشكلة أو القضية خارج القانون.
تشير التقارير إلى أن الفساد مستمر في التأثير على الاقتصاد اليمني، حيث تم الكشف عن انتهاكات جسيمة من قبل البنك المركزي منذ نقله إلى عدن، بما في ذلك التلاعب بالإيرادات المالية واستيلاء غير قانوني على الرسوم القنصلية. كما تم الإبلاغ عن تجاوزات في عقود توفير المشتقات النفطية، مما أدى إلى إهدار أكثر من 285 مليون دولار من الأموال العامة.
في يناير 2025، أعلن رئيس المجلس الرئاسي اليمني، رشاد العليمي، عن إطلاق حملة شاملة لمكافحة الفساد في المؤسسات الحكومية. تأتي هذه الحملة بعد تلقي المجلس تقارير من الجهات الرقابية والقضائية حول قضايا فساد كبيرة شهدتها البلاد في السنوات الأخيرة.